# Agua Iglesia, Eloxochitlán de Flores Magón
Agua Iglesia är en ort i Mexiko.   Den ligger i kommunen Eloxochitlán de Flores Magón och delstaten Oaxaca, i den sydöstra delen av landet, 270 km sydost om huvudstaden Mexico City. Agua Iglesia ligger 1 614 meter över havet och antalet invånare är 362.
Terrängen runt Agua Iglesia är kuperad åt sydväst, men åt nordost är den bergig. Runt Agua Iglesia är det tätbefolkat, med 369 invånare per kvadratkilometer. Närmaste större samhälle är Huautla de Jiménez, 7,9 km sydost om Agua Iglesia. I omgivningarna runt Agua Iglesia växer i huvudsak städsegrön lövskog.